# Into the Blue 2 – Das goldene Riff
Into the Blue 2 – Das goldene Riff (Originaltitel: Into the Blue 2: The Reef) ist ein US-amerikanischer Action-Thriller aus dem Jahr 2009. Regie führte Stephen Herek und in den Hauptrollen sind Laura Vandervoort als Dani White und Chris Carmack als Sebastian White zu sehen. Der Film ist eine Direct-to-DVD-Produktion und die Fortsetzung von Into the Blue, wobei John Stockwell als Regisseur tätig war und Jessica Alba mit Paul Walker die Hauptrollen spielten. 

## Handlung
Sebastian und Dani leben glücklich mit ihrer Tauchbasis auf Oʻahu. Hier hat Sebastian die Chance das Wrack des spanischen Schiffes San Cristobal zu suchen, das mit vielen Schätzen in einem nahegelegenen Riff gesunken sein soll. Seine Suche blieb bis dato erfolglos.
Das Paar Carlton und Azra kauft in seinem Laden Taucherausrüstungen, um ebenfalls die San Cristobal zu suchen. Sebastian erzählt ihnen, dass er selbst auch auf der Suche nach dem Wrack sei und so machen sich die beiden Paare gemeinsam auf die Suche. Bei Tauchgängen finden sie Dinge die darauf hindeuten, dass sie auf dem richtigen Weg sind.
Das Vorhaben entpuppt sich jedoch als tödliche Falle, als sie im Wasser andere Container entdecken. Carlton und Azra versprechen Sebastian und Dani für die geborgenen Container eine Belohnung von 500.000 US-Dollar. Die Kisten haben für das Paar Carlton und Azra einen so hohen Wert, dass ein Wettkampf um Leben und Tod zwischen den beiden Pärchen entsteht, da in den Containern Nuklearsprengstoff versteckt ist. Dani kann sich vom Boot retten und strandet wieder auf Oʻahu, wo sie nach einem Krankenhausaufenthalt und einer anschließenden Verfolgungsjagd Azra mithilfe des Polizisten Paul entkommt. Sebastian kann Carlton überwältigen und findet Monate später das Schiff.

## Produktion
Into the Blue 2 hatte ein Budget von 14 Millionen US-Dollar und wurde von den Produktionsfirmen Mandalay Pictures, MGM Home Entertainment und Brookwell-McNamara Entertainment produziert. Der Vertrieb des Films wird durch die Firmen Sony Pictures Entertainment und MGM Home Entertainment durchgeführt. Der Film wurde vom 12. April bis zum 1. August 2008 in den Vereinigten Staaten gedreht. Dabei diente die Insel Oʻahu sowie die sich darauf befindende Hauptstadt Honolulu des US-Bundesstaates Hawaii als Schauplatz.
Die NTSC-Version hat eine Laufzeit von 92 Minuten, wohingegen die deutsche Version aufgrund von PAL-Beschleunigung nur eine Laufzeit von 88 Minuten aufweist.

## Veröffentlichung
In den USA und Kanada wurde Into the Blue 2 – Das goldene Riff am 11. April 2009 auf DVD veröffentlicht. Am 3. Dezember wurde der Film in den Niederlanden im Fernsehen ausgestrahlt. Anschließend wurde der Film im Januar 2010 in Polen und Ungarn und im Februar 2010 in Australien, Deutschland, Argentinien und Italien veröffentlicht. In Japan erschien der Action-Thriller erst am 2. Juni 2010.

## Kritiken
„Und wieder müssen sich zwei knackige Wellnessfetischisten auf der Suche nach einem Meeresschatz gegen schießwütige Halunken zur Wehr setzen. Die unbekannten Badehosen- und Bikinibeauties sorgen zwar für gehörig Sommerfeeling, die auf unterem TV-Niveau inszenierte Story aber können auch sie nicht retten. – Fazit DVD-Premiere zum Abtauchen“

„Ohne nähere Bezüge zum oder die bekannten Stars des Vorgängers zelebriert Hollywoodregisseur Stephen Herek („Die drei Musketiere“, „Rockstar“) ein gradliniges kleines Actionabenteuer vor exotischen Kulissen mit vergleichsweise wenig Tauchausflügen für einen Film mit solchem Titel. Stattdessen gibt es zahlreiche Verfolgungsjagden und Auseinandersetzungen zwischen sportiven jungen Helden und seltsam europäisch radebrechenden Gangstern mit terroristischem Hintergrund. Solider Zeitvertreib für Thrillerfans, die zur Not auf Jessica Alba im Badezwirn verzichten können.“